# Byzantium (gebouw)
Het Byzantium is een complex dat staat aan de Stadhouderskade in Amsterdam-West.
Het gebouw staande in het Museumkwartier wordt ingesloten door het Vondelpark, de Stadhouderskade en de Tesselschadestraat. Het complex was tijdens de oplevering een van de grootste gebouwen in de stad, zeker in de buurt waar het werd gebouwd. Het was tevens de afsluiting van de vernieuwing van dit deel van de Stadhouderskade, er was na 1991 geen “oudbouw” meer in de lage huisnummers te vinden.
Rem Koolhaas was de architect namens het Office for Metropolitan Architecture (OMA) die het ontwerp maakte en hij liet de verdere uitvoering aan collegae Kees Christiaanse en Ron Steiner. Zij wonnen daarmee een soort wedstrijd waarbij ook Cees Dam en Alexander Bodon aan meededen (1988). Het complex omvat woningen, kantoren, bedrijfsruimte en een ondergrondse parkeergarage. In de bouw werden allerlei uiterlijke kenmerken meegegeven. In het complex zit een blauwachtig hoog flatgebouw en kantoor, een goudkleurige schuin aflopende ingang van de parkeergarage en een winkelcentrum. Het gedeelte aan de Tesselschadestraat is laagbouw. Er zou nog een uitwendige lift geplaatst worden, deze kwam er uiteindelijk niet. Overblijfsel van dit onderdeel is het half zwevende ronde penthouse dat uitsteekt uit de gevel als een gezwel.
Tegenstanders vonden het gebouw monstrueus, zeker gezien vanuit het Vondelpark. Een feestelijke opening werd achterwege gelaten, want er werd gevreesd voor krakersrellen. Bij de nieuwbouwplannen voor dit terrein was eerder gedacht aan sociale woningbouw. De flats met een koopprijs van 350.000 tot 1.200.000 gulden voldeden daaraan niet. Men zag het gebouw vooral als plaats voor de oude gegoede burger. De populariteit van de koopflats overtrof de stoutste verwachtingen. De prijzen waren na twee jaar verdubbeld. De makelaar Geytenbeek, toch al niet geliefd binnen de krakerswereld, vond de discussie niet erg. Hij vond het belangrijker dat erover gepraat werd, dan hoe er over gesproken werd. Zelfs een satirisch spotje van Keek op de Week op 17 maart 1991 kon hem niet deren.

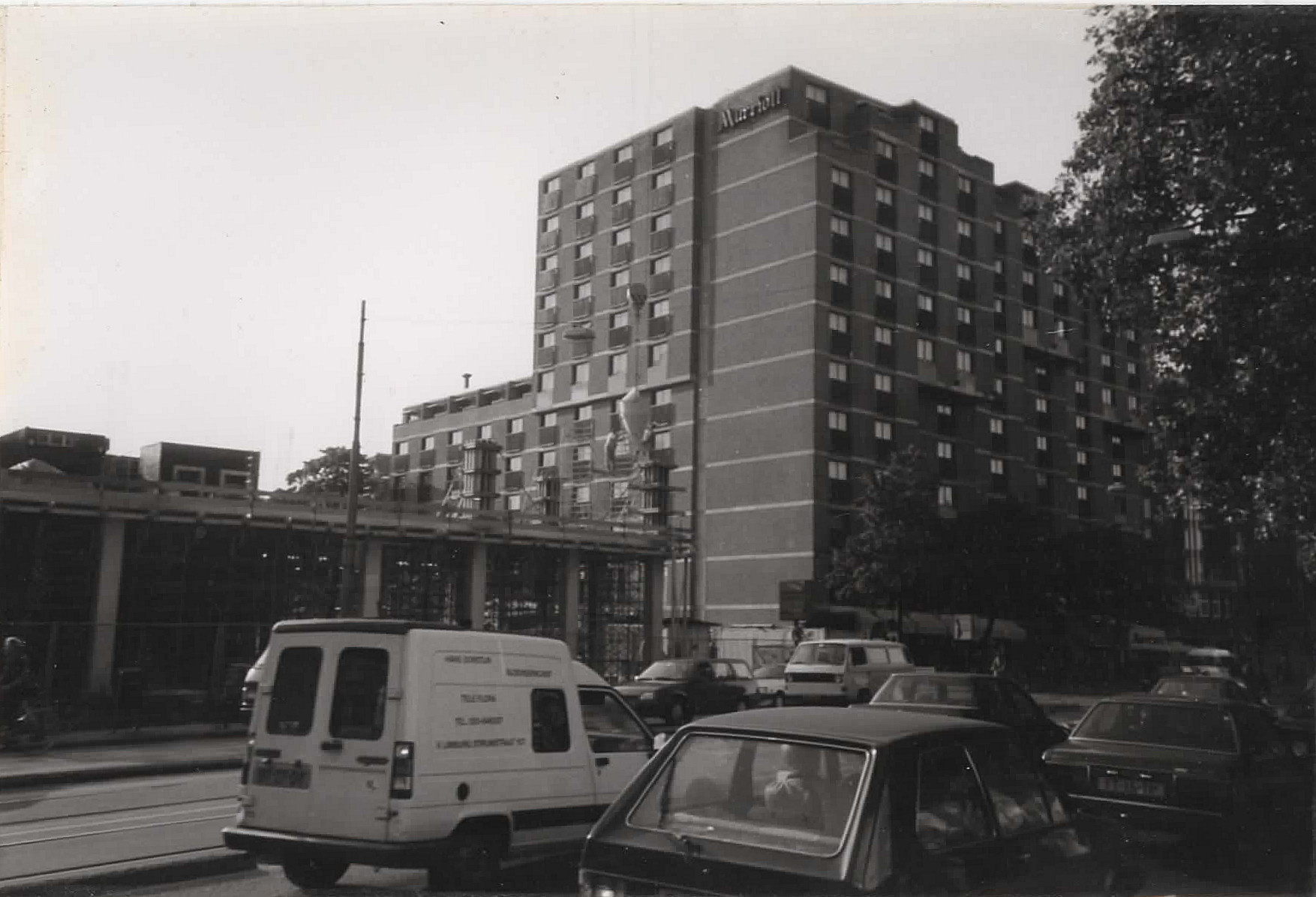
Het Marriott Hotel op de Stadhouderskade en het in aanbouw zijnde Byzantium, ergens tussen 1989 en 1991.

## Vroeger
Voordat het Byzantium hier verrees stond hier de Diaconie van het Weeshuis der Nederlandse Hervormde Gemeente voor meisjes, gebouwd naar ontwerp van Abraham Nicolaas Godefroy. De plaats was naast de Koepelkerk, ook hervormd. De start van de bouw in juni 1879 zou feestelijk zijn, maar werd uiteindelijk door het plotseling overlijden van kroonprins Willem van Oranje-Nassau (1840-1879) versoberd. Het gebouw werd in de zomer van 1882 geopend. In 1920 werd er ter plaatse een verbouwing en nieuwbouw ingezet, die zou moeten leiden tot een functie als ziekenhuis. Het gemeentelijke Tesselschadeziekenhuis werd op 13 september 1920 geopend door burgemeester Jan Willem Tellegen in aanwezigheid van onder meer Floor Wibaut. In juli 1935 kwam het bericht dat in verband met bezuinigingen men niet bereid was het ziekenhuis nog langer actief te houden; het werd gesloten. Het was een puur financiële kwestie, want zelfs de commissie die ervoor werd ingesteld zag dat de zorg in de buurt achteruitging, maar toch op een “redelijk” peil bleef, totdat het Wilhelminagasthuis zijn capaciteit geheel kon benutten; het was nog in staat van verbouwing. Er was in eerste instantie sprake van een tijdelijke sluiting, maar die werd in 1936 definitief. Het gebouw kwam leeg te staan.
In 1939 nam het Gemeente Energie Bedrijf Amsterdam er zijn intrek in, nadat het gebouw eerst aangepast moest worden. In 1985 werd het uiteindelijk gesloopt. Van het ziekenhuis bleef alleen nog het lijkenhuis over op Zandpad 3a.
Het gebouw stond ook wel bekend als het Aquariumgebouw.
Oost ·
160 ·
158 ·
157 ·
156 ·
155 ·
151-154 ·
149-150 ·
145-146 ·
142-144 ·
140-141 ·
137-139 ·
135-136 ·
130-134 ·
129 ·
128 ·
125-127 ·
123-124 ·
116-122 ·
115 ·
110-113 ·
100-101 ·
97 ·
95-96 ·
93-94 ·
92 ·
91 ·
89-90 ·
87-88 ·
86 ·
85 ·
84 ·
82-83 ·
78-79 ·
77 ·
Heineken Brouwerij ·
74 ·
72-73 ·
69-70 ·
68 ·
67 ·
65-66 ·
64 ·
62-63 ·
60-60a ·
58-59 ·
56-57 ·
Willemshuis ·
Van Nispenhuis ·
Kapel van Sint Josephs Gezellen-Vereeniging ·
54 ·
52-53 ·
47-49 ·
Carel Willinkplantsoen ·
Polderhuis ·
Ruysdaelkade 2-4 ·
Judith Leysterbrug ·
42 (Rijksmuseum) ·
40-41 ·
31-35 ·
30 ·
29 ·
Park Centraal Amsterdam ·
Stedemaagd (Vondelpark) ·
Byzantium ·
Koepelkerk ·
12 (Marriott) ·
Persilhuis ·
7 ·
5 ·
3 ·
1 ·
West